# Båtnäbb
Det finns flera obesläktade fågelarter som bär trivialnamnet båtnäbb, se Båtnäbb (olika betydelser)
Båtnäbb (Cochlearius cochlearius) är en otypisk fågel inom familjen hägrar.

## Utbredning och taxonomi
Båtnäbben är en stannfågel som förekommer i mangroveträsk från Mexiko och söderut till Peru och Brasilien. Den brukar delas upp i fem underarter med två huvudgrupper som ibland kallas nordlig respektive sydlig båtnäbb:
- Nordliga gruppen:
  - C. c. zeledoni (Ridgway 1885) - förekommer i västra och centrala Mexiko.
  - C. c. phillipsi (Dickerman 1973) – förekommer i östra Mexiko och i Belize.
  - C. c. ridgwayi (Dickerman 1973) – förekommer i södra Mexiko, Guatemala, El Salvador, Honduras och Nicaragua.
- Sydliga gruppen:
  - C. c. panamensis (Griscom 1926) – förekommer i Costa Rica och i Panama.
  - C. c. cochlearia – nominatformen förekommer i östra Panama och i Sydamerika.

Tidigare fördes arten till den egna familjen Cochlearidae, men data från DNA-DNA-hybridisering indikerar att den är besläktad med släktet Tigrisoma och idag förs den därför till familjen hägrar (Ardeidae) i den egna underfamiljen Cochleariinae.

## Utseende och läte
Båtnäbben har en svart massiv, bred näbb, formad som undersidan på en båt, vilket gett upphov till dess namn. Den adulta fågeln mäter 45–53,5 cm och har svart hätta med förlängda plymer i nacken och svart mantel. Ansiktet är vitt medan bröst och buk är ljusrosa till rödbruna och kroppssidorna svarta. Ovansidan av vingarna och ryggen är ljust grå. Juvenila fåglar har mestadels bruna ovansida och brun och vitspräcklig undersida och saknar de förlängda nackplymerna.
Dess läte omfattar bland annat ett djup kraxande och ett högfrekvent pee-pee-pee.

## Ekologi
Den är en nattaktiv fågel som häckar i mindre kolonier i mangroveträd. Den lägger två till fyra blåaktigt färgade ägg i ett bo byggt av grenar. Dess föda består av fisk, kräftdjur och insekter.

## Status och hot
Arten har ett stort utbredningsområde och en stor population, men det råder kunskapsbrist om populationsutvecklingen. Beståndet tros minska mer än 25 procent i framtiden, framför allt på grund av habitatförlust. Trots detta kategoriserar internationella naturvårdsunionen IUCN fortfarande arten som livskraftig (LC).